# Stuttgart (Arkansas)
Stuttgart – miasto w Stanach Zjednoczonych, w stanie Arkansas, siedziba administracyjna hrabstwa Arkansas.